# Ich spucke auf euch: Bericht einer Frau am Punkt Null
Ich spucke auf Euch: Eine Frau am Punkt Null (arabisch امرأة عند نقطة الصفر, DMG Imraʾa ʿinda nuqṭat aṣ-ṣifr) ist ein Roman von Nawal El Saadawi. Sie hat das Buch 1975 geschrieben und 1977 wurde es auf Arabisch veröffentlicht. Der Roman basiert auf einem Treffen zwischen Saadawi und einer für Mord verurteilten Insassin des Qanatir-Gefängnisses. Er ist als Ich-Erzählung aus der Perspektive der verurteilten Mörderin Firdaus geschrieben, die sich bereit erklärt hat, vor ihrer Hinrichtung ihre Lebensgeschichte zu erzählen. Der Roman beschäftigt sich mit der Situation und Rolle von Frauen in patriarchalen Gesellschaften.

## Hintergrund
Nawal El Saadawi wurde 1972 ihres Postens als Direktorin für öffentliche Gesundheit in der ägyptischen Regierung enthoben, nachdem sie ihre Studie „Frauen und Sexualität“ (Original: al-Mar’a wa-l-ǧins; nicht in dt. Übersetzung erschienen) veröffentlichte, in der sie sich gegen Genitalverstümmelung und die sexuelle Unterdrückung von Frauen aussprach.
Während ihrer Recherche für ein Buch über Neurosen bei ägyptischen Frauen lernte Saadawi einen Arzt kennen, der im Qanatir-Gefängnis arbeitete und der ihr von den Insassen erzählte. Darunter war auch eine weibliche Gefangene, die einen Mann getötet hatte und zum Tode durch Erhängen verurteilt worden war. Saadawi war daran interessiert, die Frau kennenzulernen und das Gefängnis zu besuchen, und ihr Kollege arrangierte, dass sie ihre Forschungen im Herbst 1974 im Qanatir-Gefängnis durchführen konnte. Saadawi besuchte viele Frauen im Zellenblock und in der psychiatrischen Klinik, doch die zum Tode verurteilte Gefangene, Firdaus, hinterließ einen bleibenden Eindruck bei ihr. Saadawi sagte, sie könne nicht eher ruhen, bis sie über Firdaus' Geschichte geschrieben habe und stellte den Roman innerhalb einer Woche fertig.

### Geschichte der Publikation
Ägyptischen Verlage lehnten die Veröffentlichung von „Ich spucke auf Euch: Eine Frau am Punkt Null“ zunächst ab, so dass die erste Auflage 1977 bei dem libanesischen Verlag Dar al-Adab in Beirut erschien (eine zweite Auflage folgte 1979). Der Roman wurde anschließend in zweiundzwanzig Sprachen veröffentlicht.  Die englische Übersetzung wurde ursprünglich 1983 von Zed Books in London und Room 400 in New York veröffentlicht. Die deutsche Übersetzung erschien 1994 beim Münchner Verlag Kunstmann.

## Handlung
Der Roman beginnt mit einer Psychiaterin, die die Insassinnen eines Frauengefängnisses untersucht. Der Gefängnisarzt erzählt ihr von einer Frau, Firdaus, die sich von allen anderen Mördern im Gefängnis unterscheidet: Sie isst und schläft selten, spricht nie und empfängt keinen Besuch. Er ist sich sicher, dass die Frau nicht in der Lage ist, den Mord begangen zu haben, für den sie verurteilt wurde, sich aber weigert, einen Gnadengesuch zu unterschreiben. Die Psychiaterin versucht mehrmals, mit ihr zu sprechen, aber Firdaus lehnt ein Gespräch ab. Die Ablehnungen führen bei der Psychiaterin zu einer Krise des Selbstbewusstseins. Sie verzehrt sich in dem Gedanken, dass Firdaus besser ist als sie selbst und möglicherweise sogar besser als der Präsident, dem sie kein Appell mit der Bitte um Begnadigung schicken will. Als die Psychiaterin das Gefängnis am Abend vor der Hinrichtung Firdaus' verlassen will, kommt ein Wärter mit einer dringenden Nachricht zu ihr: Firdaus möchte mit ihr sprechen. Als sie ihre Zelle betritt, fordert Firdaus sie auf, das Fenster zu schließen, sich zu setzen und zuzuhören. Sie erklärt, dass sie an diesem Abend hingerichtet werden soll und dass sie ihre Lebensgeschichte erzählen möchte.
Firdaus beschreibt ihre von Armut geprägte Kindheit in einer Bauerngemeinde. Sie erinnert sich, dass sie durch die Diskrepanz zwischen den Handlungen ihres Vaters, der beispielsweise ihre Mutter schlug, und seinem Engagement für den islamischen Glauben verwirrt war. Dennoch beschreibt sie ihre Kindheit als relativ glückliche Zeit, in der sie auf die Felder geschickt wurde, um zu arbeiten und die Ziegen zu hüten. Sie genießt die Freundschaft eines Jungen namens Mohammadain, mit dem sie „Braut und Bräutigam“ spielt, und beschreibt ihre ersten Begegnungen mit klitoraler Stimulation. Eines Tages lässt Firdaus' Mutter eine Beschneiderin kommen, die ihr die Genitalien verstümmelt. Von diesem Zeitpunkt darf Firdaus nicht länger Arbeiten außerhalb des Hauses verrichten und muss im Haushalt mithelfen. Firdaus' Onkel beginnt, sie bei seinen Besuchen sexuell zu missbrauchen, und sie beschreibt die körperlichen Gefühle nach der Entfernung ihrer Klitoris mit den Worten: „Er tat mit mir, was Mohammadain zuvor mit mir getan hatte. Tatsächlich tat er sogar noch mehr, aber ich spürte nicht mehr das starke Gefühl der Lust, das von einem unbekannten und doch vertrauten Teil meines Körpers ausging. ... Es war, als könnte ich mich nicht mehr genau an die Stelle erinnern, von der es ausging, oder als wäre ein Teil von mir, von meinem Wesen, verschwunden und würde nie wiederkehren.“
Nach dem Tod ihrer Eltern wird Firdaus von ihrem Onkel aufgenommen, der sie in die Grundschule schickt, die sie liebt. Sie hat eine enge Beziehung zu ihrem Onkel, der sie weiterhin sexuell missbraucht. Nachdem Firdaus ihr Grundschulzeugnis erhalten hat, wächst die Distanz zwischen Onkel und Nichte, und ihr Onkel heiratet eine Frau und entzieht ihr jegliche Zuneigung und Aufmerksamkeit. Die Spannungen zwischen Firdaus und ihrer Schwiegertante nehmen zu, bis Firdaus auf ein Internat geschickt wird. Dort verliebt sich Firdaus in eine Lehrerin namens Miss Iqbal, zu der sie sich hingezogen fühlt, aber Iqbal hält sie auf Distanz und lässt sie nie näher herankommen.
Nach ihrem Abschluss der Sekundarschule überredet Firdaus' Schwiegertante ihren Ehemann, Firdaus mit Scheich Mahmoud zu verheiraten, einem „tugendhaften Mann“, der eine gehorsame Frau brauchte. Firdaus erwägt, wegzulaufen, willigt aber schließlich in die Heirat ein. Mahmoud stößt sie ab – er ist vierzig Jahre älter und hat eine eiternde Wunde am Kinn. Er bleibt den ganzen Tag zu Hause, kontrolliert jede Handlung von Firdaus und beginnt sie körperlich zu misshandeln.
Firdaus läuft weg und irrt ziellos durch die Straßen, bis sie in einem Café eine Pause einlegt. Der Besitzer, Bayoumi, bietet ihr Tee und eine Unterkunft an, bis sie einen Job gefunden hat. Sie nimmt sein Angebot. Nach einigen Monaten bei ihm sagt Firdaus ihm, dass sie sich eine Arbeit und eine eigene Wohnung suchen will. Bayoumi wird sofort gewalttätig und schlägt sie brutal. Er beginnt, sie tagsüber einzusperren und lässt zu, dass seine Freunde sie misshandeln, beleidigen und vergewaltigen. Schließlich gelingt es Firdaus, aus der Wohnung zu fliehen.
Auf ihrer Flucht trifft Firdaus Madame Sharifa Salah el Dine, die sie in ihrem Bordell als Edelprostituierte aufnimmt. Sie sagt Firdaus, dass alle Männer gleich seien und dass sie härter als das Leben sein müsse, wenn sie überleben wolle. Als Gegenleistung für ihre Arbeit in Sharifas Bordell erhält Firdaus schöne Kleider und gutes Essen, aber sie hat keine Freude am Leben. Eines Abends belauscht sie einen Streit zwischen Sharifa und ihrem Zuhälter Fawzy, der Firdaus für sich beanspruchen will. Sie streiten sich, und Fawzy überwältigt Sharifa und vergewaltigt sie. Firdaus erkennt, dass auch Sharifa nicht wirklich Macht hat über sich selbst zu bestimmen und sie läuft erneut weg.
Als sie in der regnerischen Nacht umherwandert, wird Firdaus von einem Fremden aufgegriffen, der sie mit zu sich nach Hause nimmt. Er schläft mit ihr, aber behandelt sie relativ gut im Vergleich zu vielen anderen Männer, mit denen sie in ihrem Beruf zu tun hatte. Nach dem Sex gibt er ihr einen 10-Pfund-Schein. Dies ist ein Moment des Erwachens für Firdaus und sie erkennt, dass sie ihre Macht über Männer ausüben kann, indem sie sie zurückweist, und dass sie Männer zwingen kann, sich ihrem Willen zu beugen, indem sie ihren eigenen Preis nennt. Sie gewinnt an Selbstvertrauen und wird bald eine wohlhabende und begehrte Prostituierte. Sie beschäftigt eine Köchin und eine Assistentin, bestimmt ihre eigenen Arbeitszeiten und pflegt enge Freundschaften. Eines Tages sagt ihre Freundin Di'aa zu ihr, sie sei nicht anständig. Diese Beleidigung hat eine erschütternde und unmittelbare Wirkung auf Firdaus, die erkennt, dass sie nicht länger als Prostituierte arbeiten kann.
Firdaus nimmt daraufhin einen Bürojob an und weigert sich, ihren Körper den höheren Beamten für Beförderungen oder Gehaltserhöhungen anzubieten. Obwohl sie glaubt, dass ihr neuer Job ihr Respekt verschafft, verdient sie deutlich weniger Geld als als Prostituierte und lebt in ärmlichen Verhältnissen. Außerdem gibt ihr ihr Bürojob wenig Autonomie oder Freiheit, die sie so sehr schätzt. Schließlich verliebt sie sich in Ibrahim, einen Mitarbeiter und Revolutionsführer, zu dem sie eine tiefe emotionale Bindung entwickelt. Doch als Ibrahim seine Verlobung mit der Tochter des Vorsitzenden bekannt gibt, die offensichtlich nur seiner Karriere dienen soll, merkt Firdaus, dass er ihre Gefühle nicht erwidert und sie nur für Sex benutzt hat.
Desillusioniert kehrt Firdaus in die Prostitution zurück, gelangt erneut zu großem Reichtum und wird sehr einflussreich. Ihr Erfolg erregt die Aufmerksamkeit des Zuhälters Marzouk, der viele politische Verbindungen hat und ihr mit der Polizei droht. Er schlägt Firdaus immer wieder und zwingt sie, ihm einen größeren Teil ihrer Einkünfte abzutreten. Firdaus beschließt zu gehen und einen anderen Job anzunehmen, aber Marzouk versperrt ihr den Weg und sagt ihr, dass sie niemals gehen kann. Als er ein Messer zieht, ergreift Firdaus es und ersticht ihn.
Im Rausch ihrer neu gewonnenen Freiheit geht Firdaus durch die Straßen, bis sie von einem hochrangigen arabischen Prinzen aufgegriffen wird, den sie so lange abweist, bis er ihrem Preis von 3.000 Pfund zustimmt. Sobald die Transaktion abgeschlossen ist, erzählt sie ihm, dass sie einen Mann getötet hat. Er glaubt ihr zunächst nicht, aber ihre Erzählung erschreckt ihn so sehr, dass er schließlich doch überzeugt ist. Er lässt sie verhaften und Firdaus wird zum Tode verurteilt. Firdaus sagt, sie sei zum Tode verurteilt worden, weil man Angst hatte, sie am Leben zu lassen, denn: „Mein Leben bedeutet ihren Tod. Mein Tod bedeutet ihr Leben. Sie wollen leben.“
Als sie ihre Erzählung beendet, wird Firdaus von bewaffneten Polizisten abgeholt und zu ihrer Hinrichtung gebracht. Die Psychiaterin bleibt fassungslos zurück und stellt fest, dass Firdaus mehr Mut hat als sie.

## Literarische Bedeutung und Rezeption
Nawal El Saadawis Publikationen und Wirken galt als prägend für die ägyptische Frauenbewegung. Sie wurde als Anwärterin auf den Literaturnobelpreis gehandelt, erhielt zahlreiche Ehrentitel von verschiedenen Universitäten, das Time Magazine ernannte sie 2020 zu einer der 100 Frauen des Jahres und widmete ihr ein Titelbild.

Kritiker haben Saadawi dafür gelobt, dass sie die Unterdrückung der Frauen in den Gesellschaften des Nahen Ostens aufzeigt. Gleichzeitig lösten ihre Werke vor allem in Ägypten Empörung aus, da Kritiker ihr vorwarfen, Stereotypen über arabische Frauen zu verstärken.
„Sie schreibt von der Sanftheit des Tötens und der Härte des Lebens. Nawal El Saadawis“Ich spucke auf euch„ist geradezu hastig erzählt, passend zum Konzept: kurz, ohne Schnörkel, voller Schmerz und Wut über eine Welt der »Herren und Sklaven«. Auf nur rund 120 Seiten hinterlässt hier eine hochtalentierte Schriftstellerin einen tiefen Eindruck von einer Gesellschaft, in der »Ehre viel Geld voraussetzt, mit dem man sie verteidigen kann« – und niemand viel Geld »erwirbt, ohne seine Ehre zu verlieren.« Der von innen und außen und ungleich bemessene Wert eines Menschen, das ist das wiederkehrende Motiv dieses lesenswerten Buchs.“ David J. Lensing